# Archie Baird
Archibald ("Archie") M Baird (Rutherglen, 8 mei 1919 – Aberdeen, 3 november 2009) was een Schots voetballer. Baird werd tijdens de Tweede Wereldoorlog als Brits soldaat krijgsgevangengenomen, maar hij ontsnapte en werd opgevangen door een Italiaans gezin. Hij publiceerde in 1989 hierover zijn memoires onder de titel  Family of Four.

## Voetbalcarrière
De aanvaller en middenvelder speelde bij Aberdeen van 1946 tot 1953 en nadien bij St. Johnstone FC (1953-1956). Na zijn voetbalcarrière werd hij onderwijzer.
Baird scoorde 26 maal voor Aberdeen en won met de ploeg de Schotse beker in 1946 en 1947. Hij speelde één keer in het nationale team van Schotland, in een vriendschappelijke interland tegen België in 1946. Volgens Archie Baird, die debuteerde, had de wedstrijd nooit door mogen gaan doordat het veld met enkele centimeters sneeuw en een dun laagje ijs onbespeelbaar leek. Daarnaast stak een stevige mist op waardoor spelers grote delen van het veld niet meer konden zien. Baird vermoedde dat alleen het feit dat de Belgen een lange reis hadden gehad en buitenlandse spelers een zeldzaamheid waren in Schotland, reden was de interland door te zetten. De wedstrijd eindigde in een 2-2 gelijkspel, doordat de Schotse scheidsrechter Jackson in de laatste minuut Schotland een strafschop toekende.